# Supercopa d'Espanya de futbol 1993
La Supercopa d'Espanya de 1993 va ser un matx de futbol espanyol a dos partits jugat el 2 de desembre i el 16 de desembre de 1993. El van disputar el Reial Madrid, que va ser guanyador de la Copa d'Espanya 1992–93, i el FC Barcelona, que va guanyar la Lliga espanyola 1992–93. El Reial Madrid va guanyar 4–2 en el global.

## Detalls del matx

### Anada
| Real Madrid                     | 3–1 | FC Barcelona  |
| ------------------------------- | --- | ------------- |
| Alfonso 35', 89' · Zamorano 55' |     | Stoítxkov 17' |

### Tornada
| FC Barcelona | 1–1 | Real Madrid  |
| ------------ | --- | ------------ |
| Bakero 65'   |     | Zamorano 21' |

## Campió
| Campió de la Supercopa d'Espanya 1993 |
| ------------------------------------- |
| Reial Madrid 4t títol                 |